# Rubén Omar Romano
Rubén Omar Romano Cachia (n. 18 de mayo de 1958 en Buenos Aires) es un exfutbolista y director técnico argentino que se desempeñaba  como mediocampista ofensivo. Actualmente es agente libre  

## Trayectoria

### Como jugador
Como jugador fue un brillante mediocampista de perfil izquierdo que destacaba por su buen manejo de balón, y sus disparos de media y larga distancia, siendo uno de los mejores cobradores de tiro libre directo que han jugado en el fútbol mexicano.
Debutó como jugador en el año de 1978 con el Club Atlético Huracán de Argentina. Emigró al fútbol mexicano en 1980 para enrolarse con el América. Después en 1981 tuvo un breve paso por la liga norteamericana de soccer, para luego regresar a México en 1982 con el León. En 1984 ficharía con el Necaxa, y regresaría a Argentina en 1987 con el Club San Lorenzo.
En 1988 regresó a México para vestir la playera del Atlante. Posteriormente, en el año 1990, jugaría con el Querétaro. En 1991 volvió con el Atlante para tener probablemente la mejor temporada de su carrera. Al año siguiente se enroló con el Cruz Azul. En los Cementeros tuvo un paso regular. En 1993 es fichado por los Tiburones Rojos de Veracruz y en 1994 inició su tercera etapa con el Atlante, donde finalizó su carrera.

### Como entrenador
Como entrenador ha tenido claroscuros muy marcados. Por un lado, ostenta la nada envidiable marca de dirigir 21 partidos consecutivos sin ganar, pero, en contraparte, ha llevado a algunos de sus equipos a ser líderes generales y ha disputado cuatro finales en el fútbol mexicano.
Rubén Omar Romano se caracteriza por su carácter fuerte y exigente en los partidos. Alumno de la Escuela Lavolpista, utiliza un estilo siempre propositivo y ofensivo en sus tácticas de juego. Es uno de los directores técnicos con más prestigio en el fútbol mexicano, pues aunque aún no ha ganado título alguno, sus equipos casi siempre han estado en los primeros puestos y han resultado difíciles de vencer.

#### Atlético Celaya (1998-2000)
En 1998 inició su carrera dirigiendo al club Atlético Celaya, al cual logró salvar del descenso practicando un fútbol agradable, fiel su doctrina Lavolpista.

#### Tecos (2000-2001)
Para el Invierno 2000 tomaría las riendas de los Tecos y durante su primer torneo en Zapopan el equipo se quedó a dos puntos de la Liguilla. Finalmente en el siguiente torneo el equipo logra terminar en séptimo lugar accediendo al repechaje en donde eliminó al entonces campeón Morelia, sin embargo el equipo sería eliminado en cuartos por el Santos de Torreón (quien a la postre sería campeón de aquel torneo). El técnico duraría hasta el Invierno 2001 en donde fue destituido en la Jornada 16 dejando al equipo en último lugar y por no dejar jugar a Juan Carlos Leaño.

#### Morelia 1.ª etapa (2002-2004)
Posteriormente en la jornada 8 del Verano 2002 tomaría las riendas del Morelia en sustitución de Miguel Ángel Russo, al cual llevó a disputar dos finales del fútbol mexicano. Sin embargo, perdió ambas, primero ante Toluca en el Apertura 2002 y luego ante  Monterrey en el Clausura 2003.
Luego vendría un decepcionante Apertura 2003 en donde no se clasificaría a la liguilla terminando en decimotercer lugar antes de ser destituido después de la jornada 6 del Clausura 2004 con el equipo como último lugar con solo 2 puntos.

#### Pachuca (2004)
Tras su paso por el Morelia, tomó las riendas del club Pachuca para el Apertura 2004, en donde en su único torneo con los tuzos clasificó a la liguilla al terminar en 3.er lugar y en la cual desafortunadamente fueron eliminados en cuartos de final por el Monterrey con un global de 2-3 por lo cual dejó el cargo al final de torneo para dirigir al Cruz Azul.

#### Cruz Azul (2005)
En el Clausura 2005 tomó el mando del Cruz Azul en donde en su primer torneo llegó hasta semifinales en donde fueron eliminados por el América con un global de 2-6, luego en el Apertura 2005 regresaría al equipo para la jornada 10 y en la cual se llegó hasta cuartos de final en donde serían eliminados por el Toluca por lo cual renunció al cargo.

#### Atlas 1.ª etapa (2006-2007)
Para el Apertura 2006 dirigió al Atlas en donde ambos torneos terminara en 6.to lugar llevando al equipo a la liguilla en la cual serían eliminados por el América tanto en el Apertura como el Clausura, luego en el Apertura 2007 en la cual solo duro 8 jornadas en el cargo con un inicio desastroso en donde solo sumaría un punto y dejando al equipo en último lugar.

#### América (2008)
Fue presentado el 19 de febrero de 2008 en sustitución de Daniel Brailovsky y en su debut ganaría 2-1 ante la U. Católica en la Libertadores, sin embargo durante su etapa en el América tendría una desastrosa racha de 9 partidos consecutivos sin ganar en liga en donde solamente registró 8 derrotas y un empate, finalmente sería destituido después de perder como local ante el Flamengo por 2-4 en la Copa Libertadores y con el equipo hundido en el último lugar en el torneo local.

#### Santos Laguna (2010-2011)
Para el 2010 tomó las riendas del Santos Laguna, al cual llevó a disputar dos finales, pero las volvió a perder y, curiosamente, ante los mismos equipos que lo habían vencido cuando estaba al frente del Morelia: el Toluca y el Monterrey.
El 20 de febrero de 2011 fue destituido de su cargo en el club Santos después de hacer señas obscenas a hinchas del club luego de la derrota contra el Querétaro.

#### Atlas 2.ª etapa (2011)
Romano regresaría para una segunda etapa al conjunto del Atlas para el Apertura 2011, en la cual solo duraría en el cargo durante las primeras 8 jornadas en la cual fue destituido después del empate a un gol ante San Luis y con el equipo en último lugar con solo 4 puntos sumados.

#### Morelia 2.ª etapa (2012-2013)
Para el Apertura 2012 regresaría para una segunda etapa en Morelia, durante su primer torneo acabaría en quinto lugar accediendo a la liguilla en la cual fueron eliminados por el América, Luego de un inicio irregular en el Clausura 2013 en donde acabaría destituido después de perder 1-0 ante Pumas.

#### Puebla (2013-2014)
El 14 de agosto de 2013 tomaría las riendas del Puebla en sustitución de Manuel Lapuente, lo único rescatable durante sus dos primeras temporadas fue un triunfo de 2-4 ante Chivas en la Jornada 6 del Apertura 2013.
El 24 de agosto de 2014 justo un año después de haber llegado a Puebla, cuando finalizó la jornada 6 del Apertura 2014 de la Liga MX, el Puebla FC emite un comunicado confirmando su salida como DT del conjunto camotero, con un balance de 1G-2E-3P en el torneo y deja al club en penúltimo lugar de la porcentual, solo por encima del recién ascendido Leones Negros de la UdeG.

#### Tijuana (2015)
Fue presentado el 28 de mayo de 2015 como nuevo director técnico del Club Tijuana de cara al Apertura 2015 de la Liga MX, después del bajo desempeño que tuvo el club en las últimas jornadas al mando de Daniel Guzmán. Los objetivos del club son claros: tener un equipo competitivo y lograr la clasificación a la liguilla del fútbol mexicano.
El 17 de octubre la directiva de Tijuana lo destituye después de una racha de 5 juegos sin ganar, acumulando 1 empate y 4 derrotas y dejando al equipo en la decimosexta posición. El juego perdido ante el América fue la gota que derramó el vaso.

#### Atlas 3.ª etapa (2018)
Fue presentado el 24 de enero de 2018 en sustitución de José Guadalupe Cruz. Durante su tercera etapa con los rojinegros no fueron los más esperados y en la cual solo ganaría 2 partidos ante Cruz Azul y Puebla, finalmente el 19 de marzo sería destituido nuevamente con el equipo en último lugar

#### Mazatlán FC (2023)
El 6 de febrero de 2023, Mazatlán FC anunció a Rubén Omar Romano como su nuevo entrenador. Finalizando la temporada, después de solo 2 victorias y 10 derrotas fue cesado del equipo.

## Clubes

### Como jugador
| Club               | País           | Año       |
| ------------------ | -------------- | --------- |
| Huracán            | Argentina      | 1978-1979 |
| América            | México         | 1979-1981 |
| Los Angeles Aztecs | Estados Unidos | 1981      |
| León               | México         | 1981-1983 |
| Necaxa             | México         | 1983-1984 |
| Puebla             | México         | 1984-1985 |
| San Lorenzo        | Argentina      | 1987-1988 |
| Necaxa             | México         | 1985-1987 |
| Atlante            | México         | 1988-1990 |
| Querétaro          | México         | 1990-1991 |
| Atlante            | México         | 1991-1992 |
| Cruz Azul          | México         | 1992-1993 |
| Veracruz           | México         | 1993-1994 |
| Atlante            | México         | 1994-1995 |

### Como entrenador
| Club             | País   | Año       |
| ---------------- | ------ | --------- |
| Atlético Celaya  | México | 1998-2000 |
| Tecos UAG        | México | 2000-2001 |
| Monarcas Morelia | México | 2002-2004 |
| Pachuca          | México | 2004      |
| Cruz Azul        | México | 2005      |
| Atlas            | México | 2006-2007 |
| América          | México | 2008      |
| Santos           | México | 2010-2011 |
| Atlas            | México | 2011      |
| Monarcas Morelia | México | 2012-2013 |
| Puebla           | México | 2013-2014 |
| Tijuana          | México | 2015      |
| Atlas            | México | 2018      |
| Mazatlán FC      | México | 2023      |

## Secuestro
Romano fue secuestrado el 19 de julio de 2005 en Xochimilco, en el sur de la Ciudad de México. Los agentes de la AFI lo rescataron el 21 de septiembre de 2005 en la delegación Iztapalapa, 65 días después del secuestro y un juez federal inició formalmente el juicio contra los cinco presuntos secuestradores del director técnico.
Los inculpados fueron José Luis Canchola Sánchez (quien habría organizado el secuestro desde prisión), Omar Sandoval Orihuela, "El Chino"; Miguel Ángel Cruz Mercado, "El Mike"; Adolfo Cuauhtémoc Reyes Hinostroza, Omar Reyes Hinostroza, "El Tierno"; y María Alicia Hinostroza Xolalpa. Los acusados fueron recluidos en el Centro Federal de Readaptación Social Número 1, también conocido como el Penal de "El Altiplano", y en el de Santiaguito en el municipio de Almoloya de Juárez, Estado de México, según la Procuraduría General de la República (PGR) de México. y volvió a ser el director de Cruz Azul la noticia se confirmó el día 2 de junio.
Finalmente, el 13 de mayo de 2019, Canchola Sánchez fue sentenciado a 31 años y 25 días de cárcel, más una multa de seis mil 744 pesos, por el Juzgado Segundo de Distrito en el Estado de México, quien lo declaró culpable por delincuencia organizada y privación ilegal de la libertad.
Algunos detalles que su esposa dio en una entrevista es por ejemplo: que permaneció totalmente tapado en los 65 días que duró el secuestro y que antes que lo rescataran, lo iban a cambiar a otra banda de secuestradores.